# Wes Borland
Wes Borland, född 7 februari 1975 i Richmond, Virginia, USA, är gitarrist, främst känd från Limp Bizkit. 
Borland tog från början lektioner i klassisk rock och blues; senare tog han jazzlektioner på universitet. Borland var medlem i Limp Bizkit från starten 1995, men lämnade bandet 2001 då han upplevde att han inte fick möjlighet att fullt ut uttrycka sin musikalitet. Han återvände 2004 men lämnade bandet igen året därpå. Limp Bizkit valde då att ta en paus. I maj 2009 återförenades Borland och de övriga och 2011 släppte de sitt sjätte studioalbum, Gold Cobra.
Borland är även medlem i rockbandet Black Light Burns och har tidigare medverkat med sin bror Scott Borland i humorbandet Big Dumb Face. År 2008 spelade han två konserter med Marilyn Manson.

## Diskografi (urval)
Studioalbum med Limp Bizkit
- 1997 – Three Dollar Bill, Y'all$
- 1999 – Significant Other
- 2000 – Chocolate Starfish and the Hotdog Flavored Water
- 2003 – Results May Vary
- 2005 – The Unquestionable Truth, part 1
- 2011 – Gold Cobra
- 2015 – Stampede of the Disco Elephants
- 2021 – Still Sucks

Med Big Dumb Face
- 2000 – Big Dumb Metal EP
- 2001 – Duke Lion Fights the Terror!!

Studioalbum med Black Light Burns
- 2007 – Cruel Melody
- 2008 – Cover Your Heart and the Anvil Pants Odyssey
- 2012 – The Moment You Realize You're Going to Fall
- 2013 – Lotus Island

Soloalbum
- 2016 – Crystal Machete